# Modesty (sloop)
Modesty est un ancien sloop ostréicole construit en 1923 et a été déclaré National Historic Landmark le 7 août 2001.

## Historique
Inspiré du catboat Honest, qui avait été construit en 1892 par Jelle Dykstra à West Sayville, le Modesty a été construit en 1923 comme un sloop à voile aurique, mais a conservé la largeur extrême d'un catboat. Pour la puissance auxiliaire, un moteur à essence à deux cylindres a été installé. C'est sans doute l'un des derniers voiliers pour le dragage des huîtres construit à Long Island. Son faible tirant d'eau lui a permis d'opérer commercialement dans les bancs d'huîtres et de pétoncles des baies de Long Island et des estuaires du Connecticut. Après avoir travaillé au dragage de pétoncles dans la Peconic Bay jusqu'en 1936, Modesty a déménagé dans le Connecticut pour terminer sa carrière de dragage d'huîtres. De 1948 à 1974, il a servi de yacht de plaisance à divers propriétaires.

## Préservation
Lorsque Modesty a été acquis par le Musée maritime de Long Island,anciennement le Suffolk Marine Museum, en 1976, Theodore Haupt, son premier propriétaire était présent pour recevoir ses couleurs. Après restauration, Modesty a été relancé en 1980 par le Musée. Il a été baptisé avec une bouteille de champagne mélangée à de l'eau de la Great Peconic Bay et de la Great South Bay. Un nouveau penny de 1880 a été placé sous le mât avec plusieurs pièces de monnaie antérieures à 1923 découvertes lorsque le mât a été retiré lors de sa restauration. Modesty est amarré à côté du sloop de dragage d'huîtres de 1888 Priscilla et près de la Rudolph Oyster House (en) de 1908.
Modesty a été ajouté au registre national des lieux historiques le 7 août 2001  et a été désigné monument historique national.

## Galerie

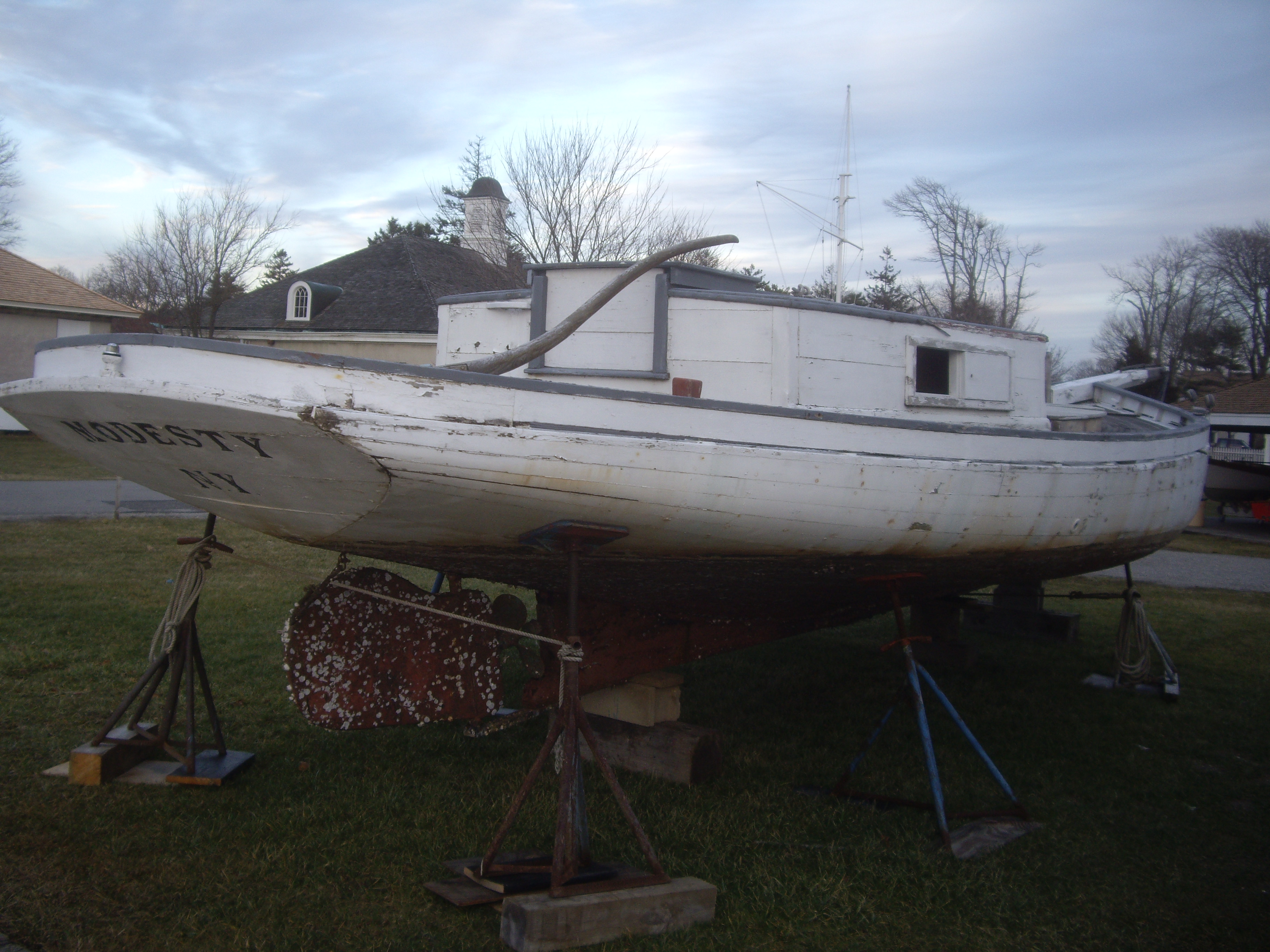
Modesty
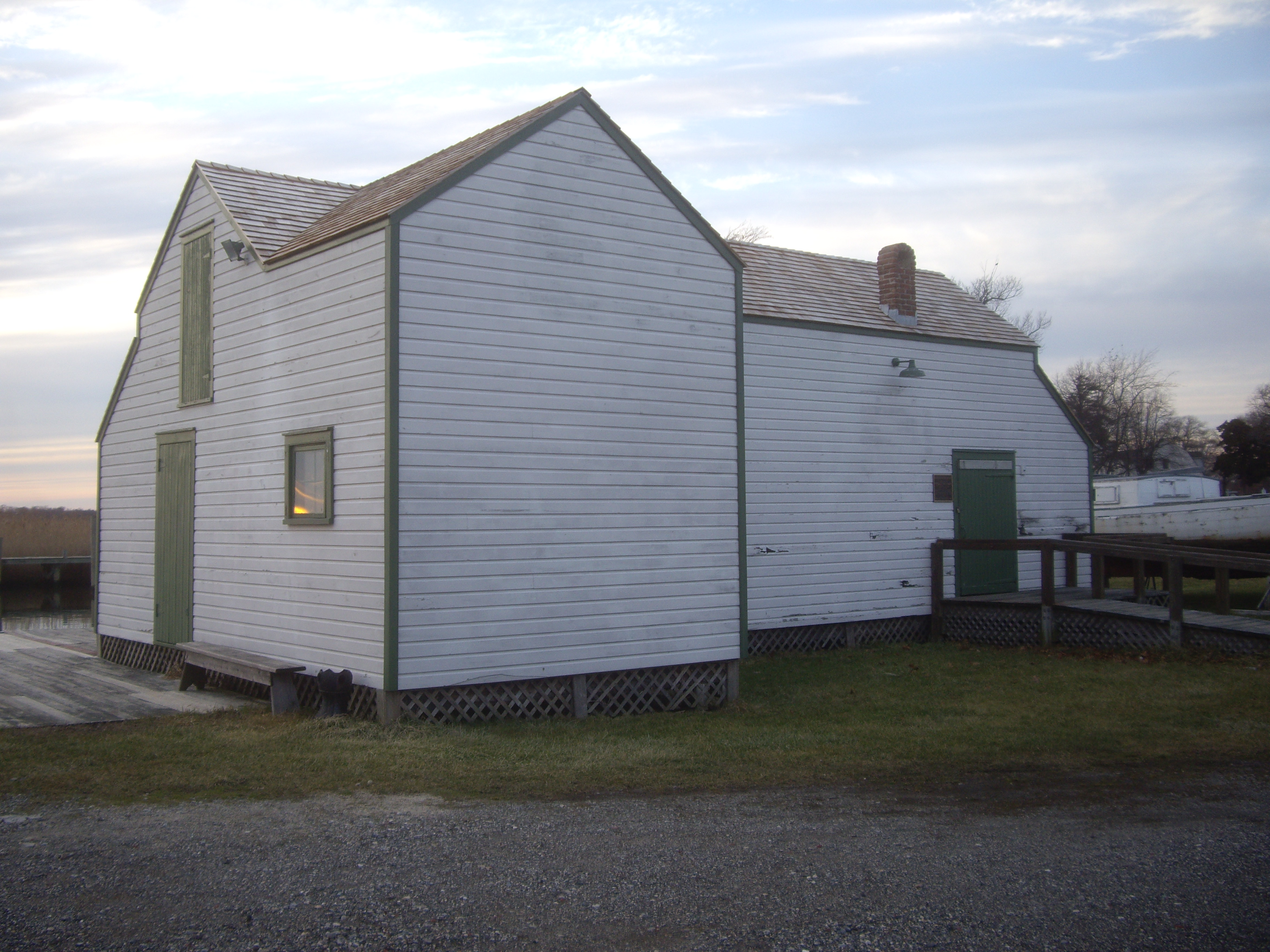
Rodolph Oyster House